# 소피 트로이아노
소피 에마 트로이아노(영어: Sophie Emma Troiano, 1987년 3월 18일 ~ )는 영국의 펜싱 선수로 주 종목은 플뢰레이다. 2012년 하계 올림픽을 앞두고 6월 국가대표팀에 발탁되었고, 여자 플뢰레 개인전과 단체전에 출전하였다.
트로이아노는 크라이스트 처치를 졸업했다.